# Bertia cambojiensis
Bertia cambojiensis, nota anche come lumaca gigante vietnamita o lumaca gigante magnolia del Vietnam, è una specie di lumaca terrestre appartenente alla famiglia Dyakiidae, endemica delle foreste della Cambogia e del Vietnam meridionale.

## Conservazione
Bertia cambojiensis è il mollusco terrestre più grande del sud-est asiatico. La specie è attualmente classificata come in Pericolo Critico, ha causa della perdita dell'habitat e per il commercio illegale. La conchiglia colorata di questa specie viene venduta come souvenir ai turisti. La specie era considerata estinta da quasi 100 anni quando è stata ritrovata, per caso, nel 2003.